# راتان تاتا
سر راتان ناوال تاتا (به گجراتی: રતન નવલ ટાટા)  (۲۸ دسامبر ۱۹۳۷ - ۹ اکتبر ۲۰۲۴)  یک تاجر هندی و رئیس گروه تاتا، کونگلومریت به مرکزیت بمبئی ست. او عضوی از خانواده شهیر و صنعتگر هندی تاتاست. او به عنوان قدرتمندترین مدیرعامل هند شناخته شده‌است. او از پارسیان هند است.